# Aparcería

Le contrat d’aparcería est un contrat par lequel le propriétaire d'un domaine agricole improductif charge une personne (un aparcero) d'en exploiter tout ou partie en échange d'une part sur la production. 
Il est habituellement complété d'un contrat d'habitation en faveur de l’aparcero sur un bâtiment de l'hacienda.

## Histoire
Historiquement, ce moyen fut plus utilisé dans les territoires où la détention directe était moins rentable. Grâce à ce partenariat, le propriétaire obtenait plus de ses propriétés par atomisation de l'exploitation et l'aide d'un associé intéressé à la rentabilité de l'opération.

## Réglementation

### Législation espagnole
Selon la législation espagnole, le contrat doit être passé par écrit. Toutefois, selon la jurisprudence, cette exigence ne fait pas obstacle pas sa validité et, parce que c'est une institution juridique traditionnelle, sa formalisation verbale est généralement reconnue.
La loi 49/2003 du 26 novembre sur les baux est chargée de réglementer ce type de contrat.

### En Argentine
En Argentine, la loi 13246/1948, modifiée par la loi 22298/1980, réglemente les baux ruraux et les partenariats.

## Liens
- Notices dans des dictionnaires ou encyclopédies généralistes :   - Britannica
  - Gran Enciclopedia Aragonesa
  - Gran Enciclopèdia Catalana
  - Gran Enciclopedia de Navarra
  - Tennessee Encyclopedia
- Notices d'autorité :   - LCCN
  - Espagne
  - Israël